# Districte de l'Ouest lausannois

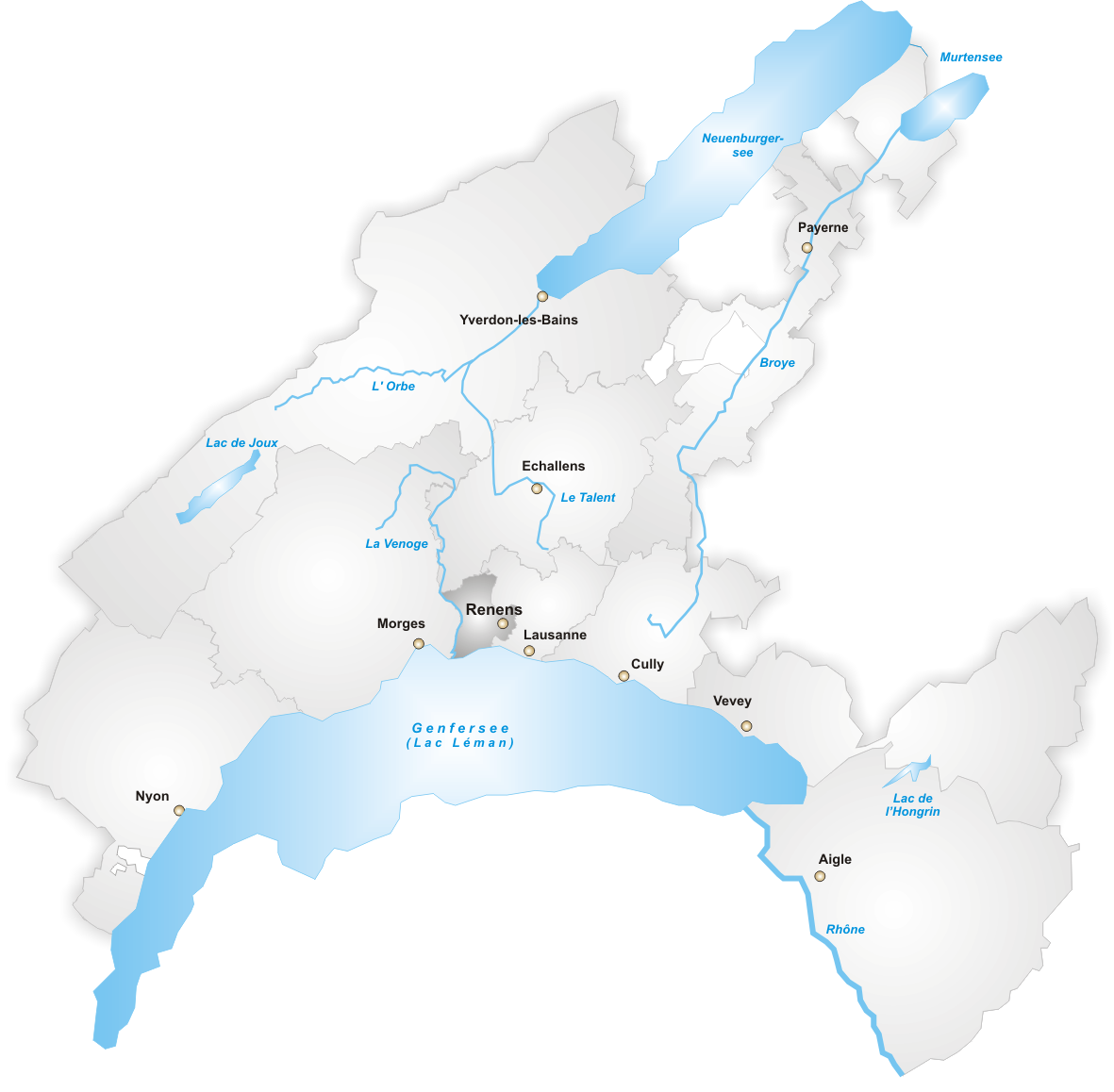
El districte de l'Ouest lausannois

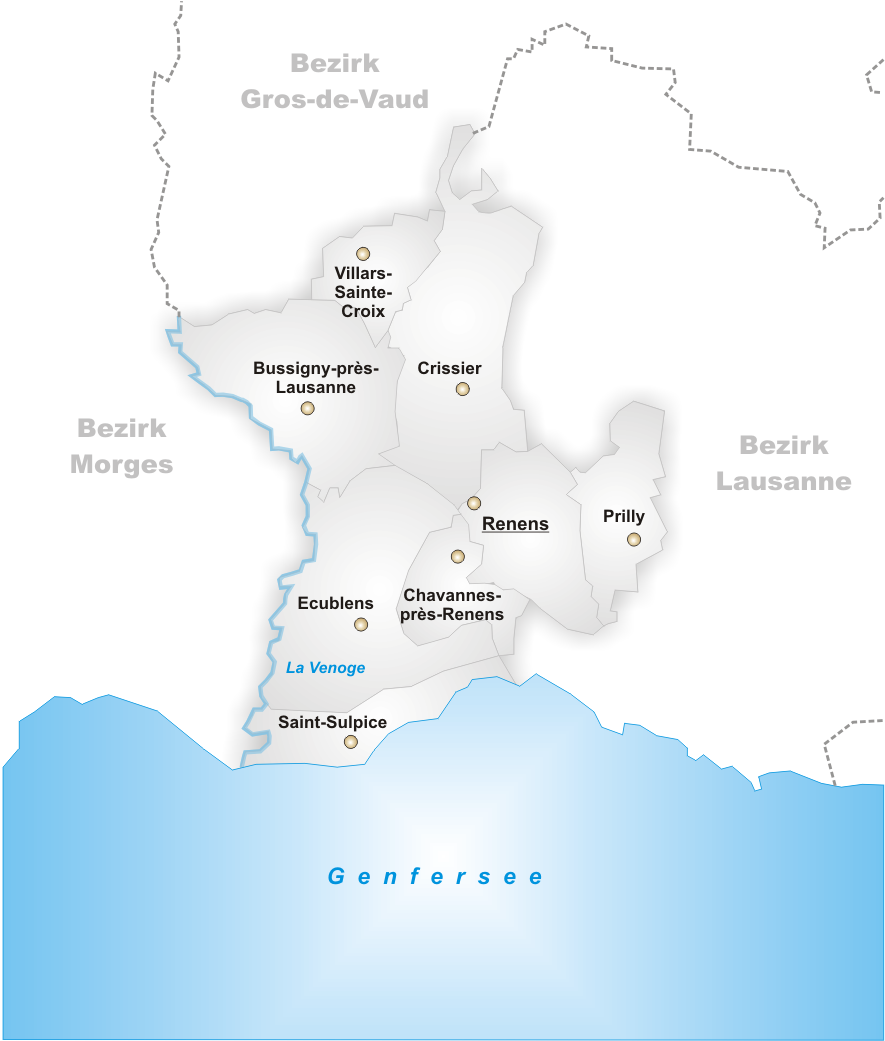
Municipis del Districte de l'Ouest lausannois

El Districte de l'Ouest lausannois és un dels deu districtes actuals del cantó suís de Vaud. Té 62972 habitants (cens del 2005) i 26,32 km². Està format per 8 municipis i el cap del districte és Renens. Aquest districte va aparèixer en la reforma de 2008 a partir dels municipis de Crissier, Prilly i Renens que provenien del districte de Lausanne, i dels municipis de Bussigny-près-Lausanne, Chavannes-près-Renens, Ecublens, Saint-Sulpice i Villars-Sainte-Croix de l'antic districte de Morges.

## Municipis
- Bussigny-près-Lausanne
- Chavannes-près-Renens
- Crissier
- Ecublens
- Prilly
- Renens
- Saint-Sulpice
- Villars-Sainte-Croix